# Блисдейл, Хизер
Хи́зер Бли́сдейл (англ. Heather Bleasdale) — английская актриса.

## Карьера
Хизер снимается в кино с 1997 года. В настоящее время она сыграла в 36-ти фильмах и телесериалах. Из наиболее известных работ роли матери в супермаркете из телесериала «Воины» (1999), миссис Грейнджер из фильма «Гарри Поттер и тайная комната» (2002), Сары из фильма «Журнал наёмного убийцы» (2008) и портнихи из фильма «Последний шанс Харви» (2008).

## Избранная фильмография
| Год  |   | Русское название              | Оригинальное название                   | Роль                |
| ---- | - | ----------------------------- | --------------------------------------- | ------------------- |
| 1999 | с | Воины                         | Warriors                                | мать в супермаркете |
| 2002 | ф | Гарри Поттер и тайная комната | Harry Potter and the Chamber of Secrets | миссис Грейнджер    |
| 2008 | ф | Журнал наёмного убийцы        | Journal of a Contract Killer            | Сара                |
| 2008 | ф | Последний шанс Харви          | Last Chance Harvey                      | портниха            |